# Potamotrygon orbignyi
Potamotrygon orbignyi е вид акула от семейство Potamotrygonidae. Видът не е застрашен от изчезване.

## Разпространение
Разпространен е в Бразилия, Венецуела, Гвиана, Колумбия, Суринам и Френска Гвиана.

## Описание
Теглото им достига до 1400 g.